# U.S. Route 68
U.S Route 68 (också kallad U.S. Highway 68 eller med förkortningen  US 68) är en amerikansk landsväg i USA. Vägen är 900 km lång och sträcker sig mellan Reidland, Kentucky i söder och Findlay, Ohio i norr. 